# Lukas Kwasniok
Lukas Kwasniok (Gliwice, Polonia, 12 de junio de 1981) es un exjugador y entrenador de fútbol polaco nacionalizado alemán. Actualmente dirige al F. C. Colonia de la Bundesliga.

## Trayectoria

### Como jugador
Kwasniok comenzó a jugar al fútbol en el Karlsruher SC, donde ascendió en todas las categorías inferiores hasta la sub-18. En 1999, fichó por el Arminia Bielefeld de segunda división, que ascendió a la Bundesliga poco después. Debido a que se le impedía jugar en la máxima categoría hasta que cumpliera dos años en el club, fue cedido al SV Sandhausen en la segunda mitad de la temporada 2000. Tras esta etapa, el Arminia rescindió su contrato dos años antes de lo previsto. En sus últimos años como futbolista, jugó para los clubes de la Baden Verbandsliga, el FC Rastatt 04 y el Germania Friedrichstal.

### Como entrenador
Kwasniok comenzó su carrera como entrenador en el equipo amateur OSV Rastatt, que militaba en la Landesliga Württemberg. Tras una temporada, se trasladó al TSV Reichenbach, de una división inferior, donde frecuentemente daba oportunidades a jóvenes jugadores en el primer equipo.
Descubierto por el director de desarrollo juvenil Edmund Becker, se incorporó a la cantera del Karlsruher SC en 2014, donde inicialmente entrenó al equipo sub-17 y, tras un año y medio, al sub-19. El 4 de diciembre de 2016, asumió al frente del primer equipo de manera interina tras el despido de Tomas Oral.
El 9 de diciembre de 2018, el FC Carl Zeiss Jena anunció que sucedería a Mark Zimmermann como entrenador. Durante el parón invernal, también fue nombrado director deportivo. Tras la décima jornada de la temporada 2019-20, fue relevado de sus funciones después de una serie de malos resultados que ubicaron al club en el último lugar de la tabla.
En enero de 2020, firmó un contrato con el FC Saarbrücken, en sustitución de Dirk Lottner. El 5 de febrero de 2021, el club anunció su salida del cargo al término de la temporada 2020-21 tras diferencias de opinión sobre el futuro del equipo.
El 17 de mayo de 2021, fue anunciado como técnico del SC Paderborn. Luego de cuatro años en el cargo, en abril de 2025, se oficializó que abandonaría el club tras la finalización de su contrato el 30 de junio.
En junio de 2025, asumió al frente del F. C. Colonia hasta junio de 2028.

## Clubes

### Como jugador
| Club                   | País     | Año       |
| ---------------------- | -------- | --------- |
| Arminia Bielefeld      | Alemania | 1999-2001 |
| SV Sandhausen (cedido) | Alemania | 2000-2001 |
| FC Rastatt 04          | Alemania | 2001-2005 |
| Germania Friedrichstal | Alemania | 2005-2007 |

### Como entrenador
| Club               | País     | Año           |
| ------------------ | -------- | ------------- |
| OSV Rastatt        | Alemania | 2007-2008     |
| TSV 05 Reichenbach | Alemania | 2008-2014     |
| Karlsruher SC      | Alemania | 2016          |
| FC Carl Zeiss Jena | Alemania | 2018-2019     |
| FC Saarbrücken     | Alemania | 2019-2021     |
| SC Paderborn       | Alemania | 2021-2025     |
| F. C. Colonia      | Alemania | 2025-presente |

## Vida personal
Kwasniok, al igual que Lukas Podolski, nació en Gliwice, Polonia, y llegó a Alemania con sus padres en 1988. En junio de 2017, comenzó su formación como entrenador de fútbol profesional con Frank Wormuth en la Hennes Weisweiler Akademie. Ocho meses después, la completó con éxito y obtuvo su diploma junto a Timo Schultz y Dimitrios Grammozis.